# Zoticus
Zoticus is een vliegengeslacht uit de familie van de roofvliegen (Asilidae).

## Soorten
- Z. fitzroyi Artigas, 1974
- Z. toconaoensis Artigas, 1970